# Thalassodes mohrae
Thalassodes mohrae là một loài bướm đêm trong họ Geometridae.